# 이요리 게이타로
이요리 게이타로(일본어: 伊従 啓太郎, 1999년 7월 2일~)는 일본의 축구 선수이다.

## 구단 경력
그는 2022년 J3리그의 가마타마레 사누키에 입단했고, 2년동안 팀에서 뛰었다. 2024년 일본 풋볼 리그의 베어틴 미에로 이적했다.